# Amtsgericht Burgstädt
Das Amtsgericht Burgstädt war ein Gericht der ordentlichen Gerichtsbarkeit und ein Amtsgericht in Sachsen mit Sitz in Burgstädt.

## Geschichte
In Burgstädt bestand bis 1879 das Gerichtsamt Burgstädt als Eingangsgericht. Im Rahmen der Reichsjustizgesetze wurden 1879 im Königreich Sachsen die Gerichtsämter aufgehoben und Amtsgerichte, darunter das Amtsgericht Burgstädt, geschaffen. Der Sprengel des Amtsgerichtes Burgstädt umfasste die Stadt Burgstädt und 20 Landgemeinden:
| - Burgstädt - Berthelsdorf - Burkersdorf - Claußnitz - Cossen - Diethensdorf - Göppersdorf mit Kühnhaide | - Göritzhain - Hartmannsdorf - Heiersdorf - Helsdorf - Herrenhaide - Hohenkirchen mit Kleinhohenkirchen - Köthensdorf | - Markersdorf bei Burgstädt - Mohsdorf mit der Fabrikkolonie Schweizerthal und Neuschweizerthal - Mühlau - Reitzenhain - Röllingshain - Stein mit Rabenberg und Steinmühle - Taura |

Das Amtsgericht Burgstädt war eines von 15 Amtsgerichten im Bezirk des Landgerichtes Chemnitz. Der Amtsgerichtsbezirk umfasste danach 24.151 Einwohner. Das Gericht hatte damals zwei Richterstellen und war ein mittelgroßes Amtsgericht im Landgerichtsbezirk. Im Jahre 1951 wurde das Amtsgericht Burgstädt in ein Zweiggericht des Amtsgerichtes Rochlitz umgewandelt. Die Zweiggerichte waren nur noch für die freiwillige Gerichtsbarkeit zuständig, alle anderen Sachen wurden in Rochlitz behandelt. Im Jahre 1952 wurde das Amtsgericht Burgstädt aufgelöst. Nun wurden Kreisgerichte als Eingangsgerichte geschaffen, darunter das Kreisgericht Chemnitz-Land, welches für den Kreis Chemnitz zuständig war.

## Gerichtsgebäude

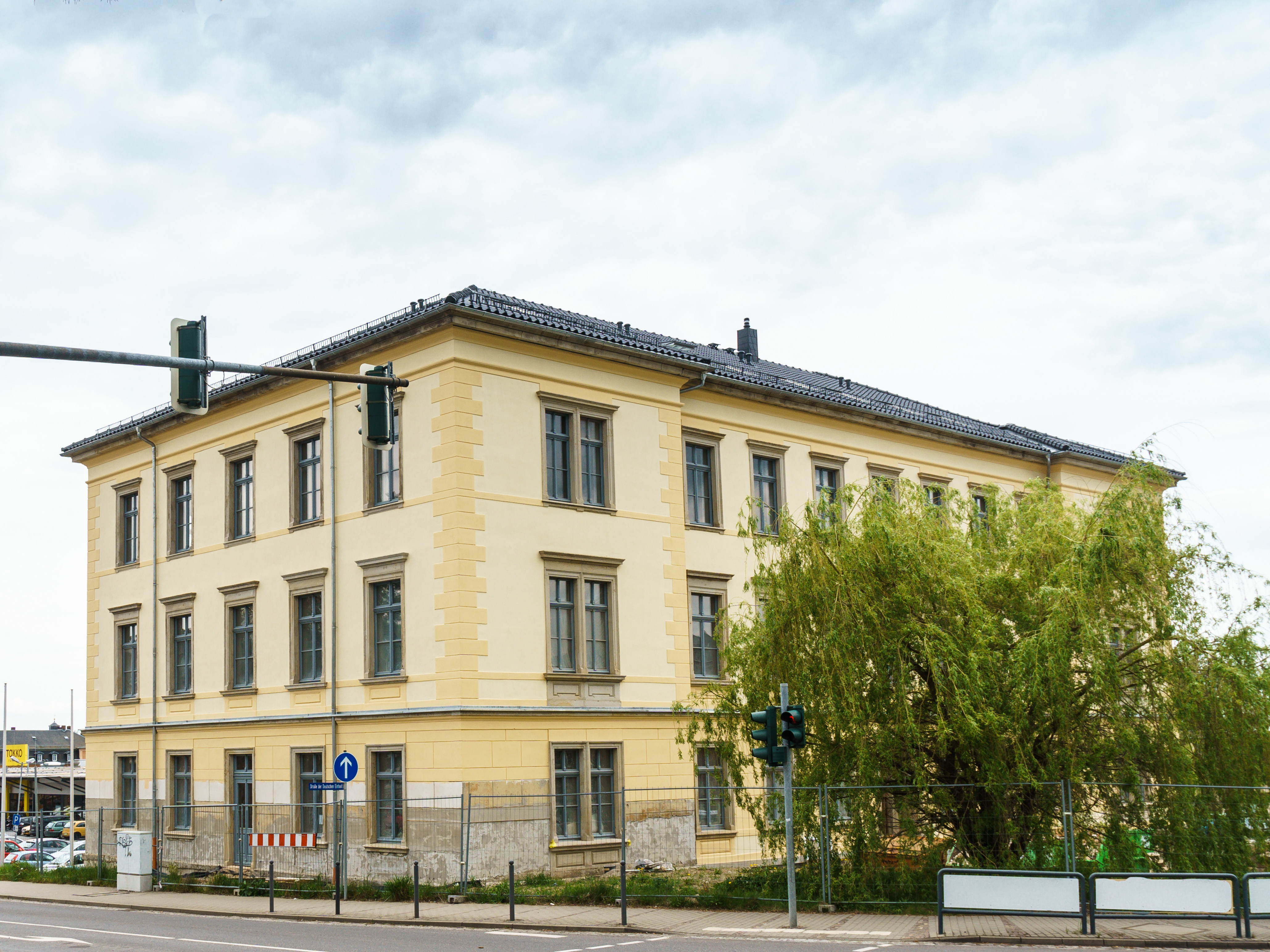
Ehem. Gerichtsgebäude (2017)

Das Gerichtsamt nutzte zunächst Räume in einem Gebäude zwischen dem alten Schulhaus und dem Rathaus (in der heutigen Rathausgasse). Im Jahre 1877 wurde ein eigenes Gebäude des Gerichtsamtes Burgstädt (Ahnataler Platz 1) errichtet. Es steht unter Denkmalschutz. Das Gerichtsgebäude wurde später (also ab 1879) dann vom Amtsgericht genutzt.